# 同足斑蛛
同足斑蛛（学名：Euophrys aequipes）为跳蛛科斑蛛属的动物。分布于欧洲以及中国大陆的吉林、新疆、湖南等地，一般生活于草丛。该物种的模式产地在欧洲。